# 約翰·梅爾 (心理學家)
約翰·梅爾（英語：John D. Mayer，1953年12月6日—）是美國新罕布什爾大學的心理學家。
他是名人格心理學家，他與彼得·薩洛維博士合作開發了一種普及的情緒商數模型。
他是梅爾-薩洛維-卡魯索情緒商數測試的作者之一，並且已經開發了一種新的人格心理學綜合架構，被稱為「人格心理學架構系統」（Systems Framework for Personality Psychology）。
他還著有《個人智慧：個性的力量和它如何塑造我們的生活》（Personal Intelligence：The Power of Personality and How It Shapes Our Lives）。
他在密西根大學獲得學士學位，並於凱斯西儲大學獲得博士學位。

## 外部連結
- http://mayer.socialpsychology.org/ （页面存档备份，存于）
- John Mayer's web site related to emotional intelligence
- John Mayer's web site related to personality psychology